# Hội chứng bất ngờ giàu có
Hội chứng bất ngờ giàu có (Sudden wealth syndrome - SWS) là một hội chứng chỉ đến nỗi khổ sở liên quan đến việc cá nhân đột nhiên kiếm được một khoản tiền lớn, chẳng hạn như những người trúng xổ số. Trở nên giàu có đột ngột có thể gây ra căng thẳng. Các triệu chứng bao gồm: cảm thấy bị cô lập với những người bạn cũ, mặc cảm về vận may của mình và nỗi sợ hãi tột cùng khi mất hết tiền bạc.
SWS là một thuật ngữ được đặt ra bởi nhà tâm lý học Stephen Goldbart thuộc Viện Money, Meaning & Choice Institute.